# Éclair-Journal
Éclair-Journal fut une société de production cinématographique ainsi qu'une société de distribution de films.
L'Éclair-Journal fut créé en 1920 à la suite de la faillite de la société Éclair. L'Éclair-Journal fut le secteur spécialisé dans l'actualité cinématographique de la Société industrielle cinématographique Éclair (SICE).  
Les sujets prennent un essor avancé à la fin des années 1930, notamment avec la mise en service du paquebot Normandie en 1935, lors des élections législatives de 1936, de l'Exposition internationale de Paris en 1937 et des grandes manifestations qui précède l'entrée de la France en guerre.  
Pendant la Seconde Guerre mondiale, L'Éclair-Journal sera au service de la propagande du régime de Vichy. Son directeur fut l'ancien député et ancien maire d'Aix-les-Bains, Henri Clerc, qui lutta dans les années 1930, pour sauver le cinéma français en crise financière. Parmi ses rédacteurs on trouve Jacques Delebecque, collaborateur de l’Action française, réfugié en Suisse jusqu’en 1949 durant l’épuration.
En 1969, la Société française des films et cinématographes Eclair (propriétaire de l'Éclair-Journal) fut reprise par la société Gaumont qui prit une participation importante dans la société Éclair-Journal.
Eclair Journal est une marque commerciale (numéro 1380164) enregistrée par l'INPI au nom de la société Gaumont (562018002).

## Filmographie partielle
- 1929 : La Vierge folle de Luitz-Morat
- 1932 : Par habitude de Maurice Cammage
- 1933 : De Wilson à Roosevelt de Jacques Berr
- 1938 : Belle Étoile de Jacques de Baroncelli
- 1939 : Courrier d'Asie d'Oscar-Paul Gilbert
- 1939 : Nord-Atlantique de Maurice Cloche
- 1939 : Le Déserteur de Léonide Moguy
- 1941 : Ce n'est pas moi de Jacques de Baroncelli
- 1943 : Marie-Martine de Albert Valentin
- 1944 : Le Voyageur sans bagage de Jean Anouilh
- 1944 : Florence est folle de Georges Lacombe
- 1945 : Ils étaient cinq permissionnaires de Pierre Caron
- 1945 : La Fiancée des ténèbres de Serge de Poligny
- 1946 : Vive la liberté de Jeff Musso
- 1951 : Un grand patron d'Yves Ciampi